# Mademoiselle Anaïs
Mademoiselle Anaïs (ur. 1802, zm. 1871) – aktorka francuska.
Urodzona w 1802 roku w Toury. W 1816 roku weszła do zespołu Komedii Francuskiej. W 1832 roku została 252 członkiem Komedii. Zasłynęła rolami Cherubina w Weselu Figara i Agnieszki w Szkole żon. Przeszła na emeryturę w 1851. Zmarła w 1871 roku w Louveciennes

## Kariera sceniczna
| Rok  | Sztuka                       | Autor                    | Rola           |
| ---- | ---------------------------- | ------------------------ | -------------- |
| 1822 | Les Machabées                | Alexandre Guiraud        | Mizaël         |
| 1828 | Roméo et Juliette            | William Shakespeare      | Julia          |
| 1831 | La Reine d’Espagne           | Henri de Latouche        | Paquita        |
|      | Dominique                    | d'Épagny                 | Denise         |
| 1832 | Le roi s'amuse               | Victor Hugo              | Blanche        |
| 1833 | Les Enfants d'Édouard        | Casimir Delavigne        | Richard d'York |
| 1834 | Heureuse comme une princesse | Jacques-François Ancelot | Nanette        |
| 1835 | Don Juan d'Autriche          | Casimir Delavigne        | Peblo          |
| 1836 | Marie                        | Virginie Ancelot         | Cécile         |
| 1838 | Le Ménestrel                 | Camille Bernay           | Paquette       |
| 1840 | Le Mariage de Figaro         | Beaumarchais             | Cherubin       |
| 1841 | La Prétendante               | Prosper-Parfait Goubaux  | Lady Arabelle  |
|      | Un mariage sous Louis XV     | Alexandre Dumas          | Marton         |
| 1847 | Don Juan                     | Molière                  | Mathurine      |